# Paddock (Bunker)

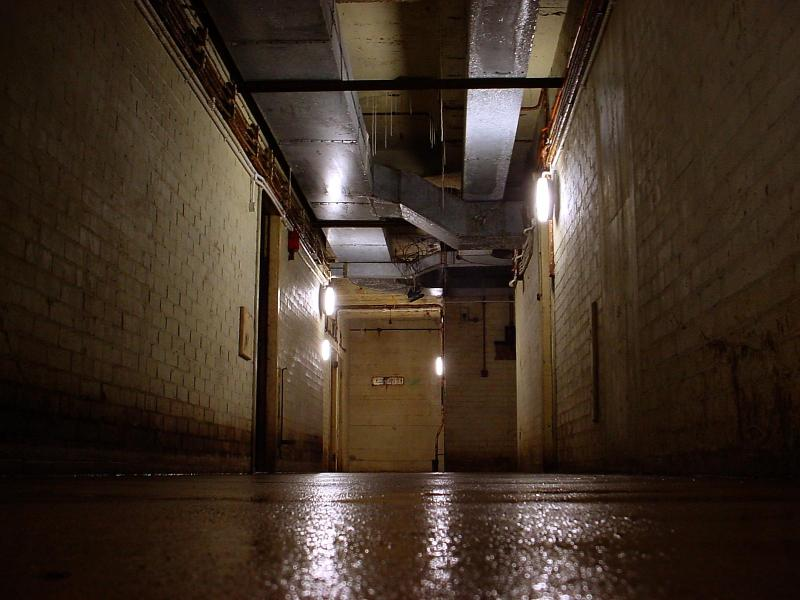
Der Hauptkorridor des Paddock-Bunkers

Paddock (deutsch wörtlich: „Pferdekoppel“; auch: „Sattelplatz“ oder „Fahrerlager“) war der Deckname eines Ausweichquartiers des britischen Kriegskabinetts während des Zweiten Weltkriegs.

## Geschichte
Der Paddock-Bunker wurde unter strenger Geheimhaltung im Jahr 1939 auf dem Gelände der Post Office Research Station in Dollis Hill errichtet, einem Stadtteil im Londoner Stadtbezirk Brent. Er sollte als alternative Führungsanlage für Winston Churchill und sein Kabinett dienen, falls die im Zentrum Londons gelegenen Cabinet War Rooms durch einen möglichen Bombenangriff unbrauchbar geworden wären.
Die unterirdische Anlage ist zweistöckig konstruiert und verfügt über etwa 40 Räume. Tatsächlich wurde der Bunker kaum genutzt. Hier fanden nur zwei Sitzungen des Kriegskabinetts statt und er wurde schließlich im Jahr 1944 aufgegeben. Er ist inzwischen verfallen, aber wird von Zeit zu Zeit öffentlich zugänglich gemacht.